# 新马里兰迪亚
新马里兰迪亚是巴西马托格罗索州的一个市镇。总面积1942.816平方公里，总人口2303人，人口密度1.2人/平方公里。